# Certificato di credito del tesoro
I certificati di credito del tesoro (CCT) sono titoli di Stato a medio-lungo termine di durata di 7 anni emessi dal Ministero dell'economia e delle finanze per finanziare il debito pubblico.

## Storia
La prima emissione di certificati di credito del tesoro della Repubblica Italiana avviene nel 1981, per il D.M. 18/3/1981 (pubblicato nella G.U. n. 81 del 23/3/1981). Si tratta di una emissione di certificati di credito dei Tesoro a trentasei mesi, con godimento 1º aprile 1981, ai sensi della legge 22 dicembre 1980, n. 888. Il tasso per la prima cedola vale il 9% semestrale e l'emissione è per un importo totale di millecinquecento miliardi di lire.

## Descrizione
Da marzo 1991 vengono emessi con durata settennale, in precedenza vi sono state emissioni con scadenze molto diversificate (tra i due e i dieci anni). Vengono assegnati con asta marginale. Le aste si tengono normalmente con cadenza mensile e sono generalmente riaperture della precedente emissione dello stesso titolo. Solitamente, con cadenza annuale vi è un'asta di emissione di nuovi titoli. 
I mercati secondari su cui sono scambiati sono il MOT (Mercato telematico delle obbligazioni e dei titoli di Stato) per piccoli importi (1000 € o multipli) ed il Mercato telematico a pronti dei Titoli di Stato (MTS) per scambi superiori a 2,5 milioni di euro.

### Remunerazione
Sono titoli di credito con rendimento a tasso variabile. Gli interessi sono corrisposti tramite cedole semestrali posticipate (vi sono stati casi, in passato, di emissioni con cedola annuale), il cui rendimento è pari al rendimento dei BOT semestrali nell'ultima asta che precede il godimento della cedola, aumentato di uno spread che dal 1996 è stato fissato a 15 punti base (0,15%). Il rimborso avviene alla pari in un'unica soluzione alla scadenza.
Le commissioni di collocamento sono pari allo 0,30% e sono a carico del Tesoro.

## CCTEu
Nel 2010 i CCT sono stati affiancati dal CCTEu. Il titolo è sempre a tasso variabile ma è indicizzato al tasso di interesse interbancario Euribor 6 mesi più uno spread che varia dallo 0.6 per il breve periodo all'1.0 per le emissioni con scadenza più lontana. La prima emissione di questa tipologia di titoli era di 5 anni, successivamente di 7.
Il ministero del Tesoro non esclude la possibilità di cambiamenti al riguardo, in base alle preferenze espresse dal mercato.